# Illizi
Illizi (en árabe: إيليزي) es una ciudad situada en la parte sur-oriental de Argelia, capital de la provincia de Illizi. Es una de las entradas al parque nacional de Tassili N'Ajjer, con cuevas situadas bajo las arenas que contienen dibujos prehistóricos que datan de 6000 años antes de Cristo. Hay un hotel y dos zonas de camping, así como muchas agencias de turismo locales.